# زمند
زمند روستایی در دهستان جغتای بخش مرکزی شهرستان جغتای استان خراسان رضوی ایران است.

## جمعیت
بر پایه سرشماری عمومی نفوس و مسکن در سال ۱۳۹۵ جمعیت این مکان ۶۲۸ نفر (۲۰۸خانوار) بوده‌است.